# Révolution agricole

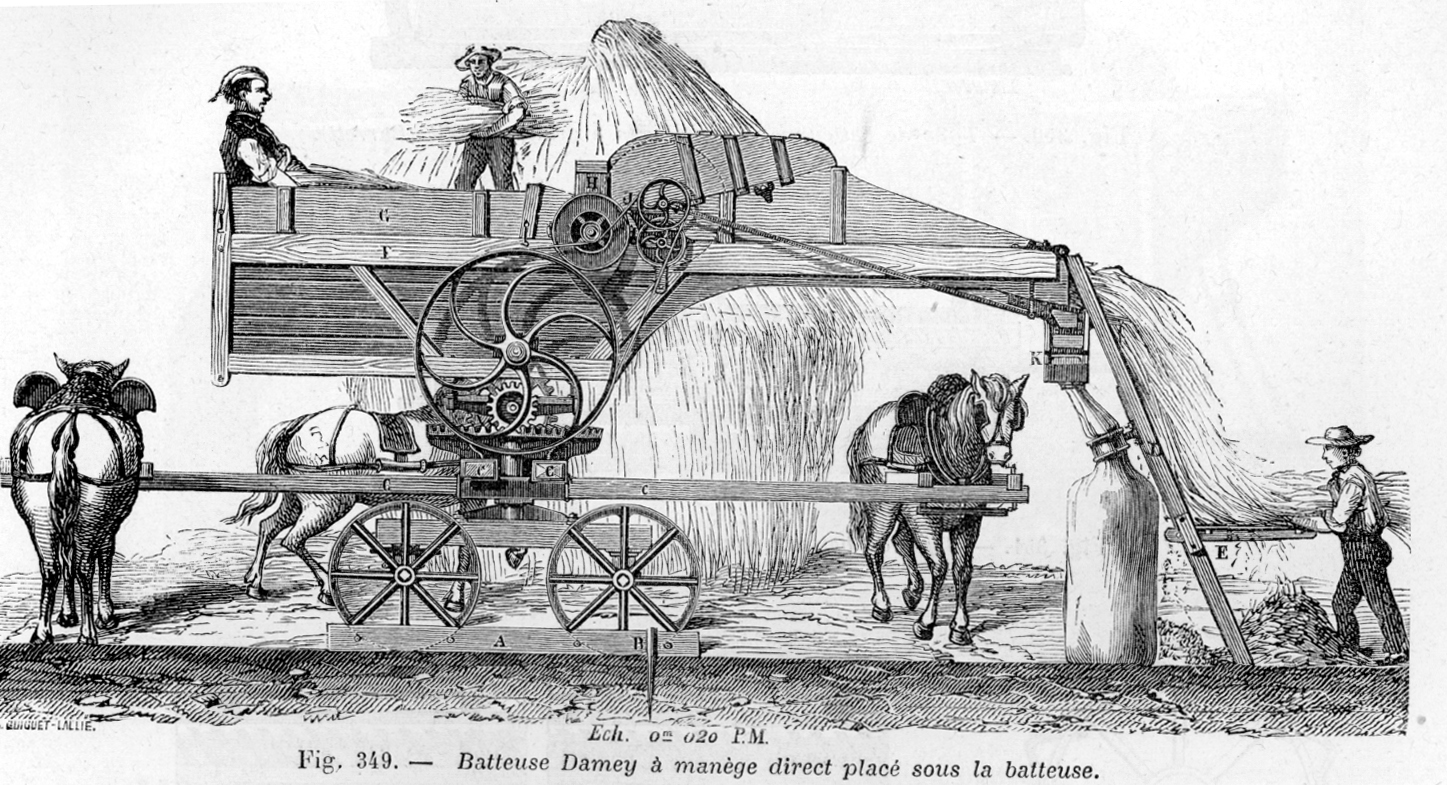
Essor du machinisme avec la révolution agricole : une batteuse en 1881.

La révolution agricole désigne, dans une première acception, l'ensemble des innovations agricoles survenues aux XVIIIe et XIXe siècles (parfois aussi appelé première révolution agricole). La première révolution agricole est parfois divisée en deux révolutions : la révolution fourragère, au XVIIIe siècle, puis la révolution de la mécanisation, à la suite de la révolution industrielle au XIXe siècle. La première révolution agricole concorde le plus souvent avec l'apparition du capitalisme agricole qui entraîne une recherche nouvelle de la productivité. Le processus de la Révolution agricole entretient par ailleurs des liens de causes à effet, réciproques et étroits, avec la révolution industrielle et la transition démographique. Toutefois quelques auteurs en font un processus encore inachevé.
Au sens large, par analogie avec cette dernière, une révolution agricole désigne toute modification importante des systèmes agraires et son incidence sur la production agricole (comme une augmentation de la productivité du travail ou des rendements). Elle associe modification des pratiques agricoles et modifications sociales, juridiques, foncières, politiques et environnementales. On parle ainsi de révolution néolithique (avec l'agriculture sur brûlis), de révolution agricole antique, de révolution agricole médiévale (en Europe entre le Xe et le XIIIe siècle),, de révolution agricole arabe (entre le VIIIe et le XIIIe siècle) mais aussi de première révolution agricole des temps modernes, de deuxième révolution agricole des temps modernes (ou de révolution agricole contemporaine) en Europe et Amérique du Nord à partir de 1945, et de révolution verte (dans les pays du Sud dans la deuxième moitié du XXe siècle).

## Définitions
Une révolution agricole ne se réduit pas à une révolution technologique ou à l'adoption de techniques, savoirs ou outils nouveaux ou venus d'ailleurs. Ces éléments sont en effet souvent connus ou disponibles lors des périodes précédant la révolution mais cette dernière réunit des conditions de différents ordres qui permettent le changement car le « développement agricole est inséparable du développement des autres secteurs d’activité, et dont les conditions et les conséquences sont d’ordre écologique, économique, social, politique, culturel et juridique, bien plus que technique ».
Michel Griffon distingue six révolutions agricoles historiques, sans compter une éventuelle septième révolution, que nous vivrions actuellement.
Dans son livre La Deuxième Révolution agricole, Claude Laberge qualifie la révolution agricole néolithique de « première révolution agricole ». Et pour lui on n'a encore vu que les prémices de la « deuxième révolution agricole ». Il fait référence à Pierre Chaunu : « Pour le moment, les biotechnologies se situent dans le prolongement immédiat de cette révolution industrielle dont Chaunu nous rappelle qu’elle n’est qu’une accélération de la révolution du néolithique. » Le terme de troisième révolution agricole est parfois utilisé pour désigner les innovations actuelles liées aux biotechnologies (OGM, mutagenèse dirigée) et aux techniques culturales simplifiées.

## Pratiques avant la Révolution agricole
À l'aube du XVIIIe siècle, l'agriculture a assez peu évolué depuis le Moyen Âge. Les disettes sont fréquentes et les gouvernements ne se préoccupent que peu de la question agricole. Seules les Provinces-Unies possèdent une agriculture vraiment soucieuse des rendements du fait du manque de terre et du coût de la création des polders.
À l'exception de la Hollande et des Flandres, les paysans d'Europe pratiquent l'assolement triennal (Nord et Est) ou biennal (monde méditerranéen). En assolement triennal, les paysans semaient la première année des céréales d'hiver (blé et seigle), la seconde année des céréales de printemps (orge, avoine) ou des pois ; en troisième année, la terre était laissée en jachère, c’est-à-dire sans culture, au repos, afin de permettre le renouvellement de sa fertilité. En assolement biennal, une année de culture alternait avec une année de jachère.
Par ailleurs, les parcelles étant de faible superficie, et celles en jachères étant consacrées au pâturage, les champs étaient nécessairement ouverts (openfield) afin de permettre le mouvement des bêtes. La pratique de l'open field impliquait un travail collectif et de nombreuses servitudes.

## Début de la Révolution agricole

### Évolution des mentalités

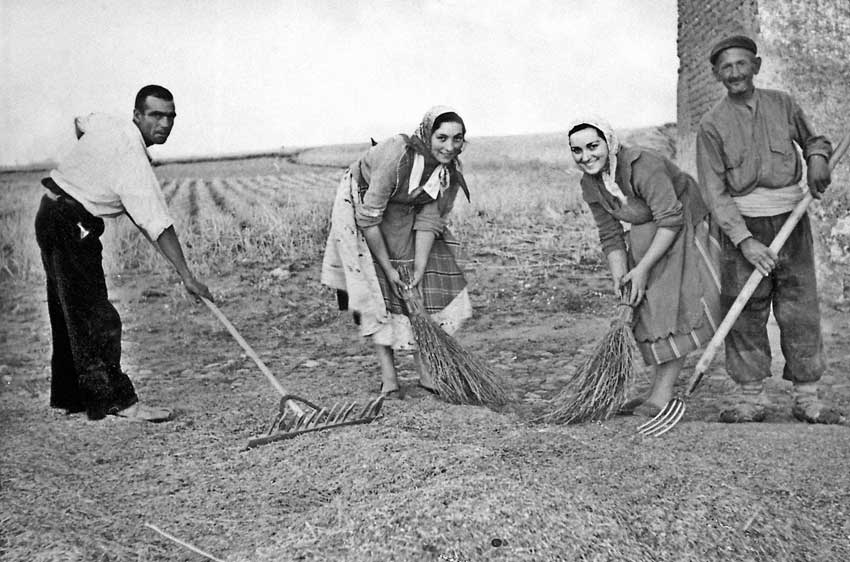
La diffusion de la réforme agraire ne survient pas uniformément en Europe : ainsi, l'Espagne conserve ses pratiques agricoles traditionnelles très tardivement (cette photo fut prise en 1955) par rapport à ses voisins, qui avaient mené une révolution agricole ; de surcroît en Andalousie le système des latifundiums a maintenu un atavisme pour ce secteur.

Au cours de la première moitié du XVIIIe, les landlords anglais s'intéressent aux profits susceptibles de leur procurer l'agriculture dans un contexte de hausse de la population. La noblesse anglaise s'informe des techniques employées aux Pays-Bas et des recherches effectuées en France (pour la cour de Versailles : le potager du roi). L'Anglais Jethro Tull publie dès 1731 un ouvrage référençant l'ensemble des techniques modernes de culture. Les nobles, manifestant à la fois un intérêt pour le progrès et pour l'enrichissement, entreprennent de moderniser leurs domaines. Afin de mieux mettre en valeur leur terre, les landlords revendiquent le droit de s'en réserver l'usage et de les enclore, ce qu'accorde le Parlement en 1727 (Enclosure act).
Selon l'historien Patrick Verley, «  l’historiographie a longtemps centré son attention sur le phénomène des enclosures et sur ses conséquences sociales, mais elles ne constituent pas une révolution agricole, elles n’en constituent qu’un préalable, qui n’entraîne pas automatiquement un progrès de la production et de la productivité  » .
On s'intéresse davantage aux techniques d'élevage, et on commence à sélectionner les bêtes de sorte que seules les races les plus productives soient conservées. Robert Bakewell croise différentes races afin d'obtenir de nouveaux spécimens d'ovins et de bovins. En Angleterre, le poids moyen du bœuf de boucherie atteint 800 livres en 1800, alors qu'il n'était que de 370 livres un siècle plus tôt. On travaille aussi sur la sélection des semences.
Cette amélioration des performances de l'élevage est rendue possible par les nouveaux assolements et rotations, notamment la rotation de Norfolk (navets, orge, trèfle, blé) qui permettent de remplacer la jachère par des cultures fourragères, et donc de supporter un plus grand nombre d'animaux par unité de surface. Il se met en place ainsi du XVIIIe siècle au milieu du XIXe siècle la première révolution agricole de l'ère moderne, la révolution agricole britannique (en) qui est avant tout une réorganisation des modes de production.

### Révolution fourragère
L'assolement triennal est abandonné au profit d'un assolement quadriennal, où les cultures de plantes fourragères, notamment celles du trèfle et du sainfoin qui enrichissent le sol en azote et celles des raves susceptibles d'améliorer la structure du sol, alternent avec celles de plantes céréalières. Le développement du cheptel, permis par l'augmentation de la production de fourrage, fournit en retour  des quantités importantes de fumier, une des conditions à la suppression des jachères. Les bêtes fournissent aussi aux exploitants la force de traction. D'autres techniques visant à accroître la fertilité des terres ou à améliorer les techniques de labour se généralisent. Les rendements anglais, de moins de 30 quintaux à l'hectare au début du XVIIIe, s'élèvent à environ 50 quintaux en 1800. La France, bien que disposant de nombreux agronomes (de La Rochefoucauld-Liancourt, Parmentier…) limitée par les exigences du système agricole d'Ancien Régime, ne connaîtra une telle révolution qu'au XIXe siècle.
Par ailleurs, plus qu'une véritable mutation des techniques, il s'agit d'une « vague de gadgets » selon l'expression de T. Ashton.

### Le drainage
Par le Land Drainage Act de 1847 qui ne sera que le premier, l’Angleterre s'engage dans des travaux de drainage des terres de grande envergure, suivie aussitôt par la France. À l’occasion, un métier apparaît celui de « draineur ». Les mots « drainer » « drain » « draineur » « drainage » passent en force dans la langue française, dans une traduction de l'ouvrage de Henry Stephens, A manual on practical draining (dans lequel les vues de drainage complet, d'abord popularisées par James Smith de Deanston, sont longuement expliquées, et d'autres systèmes, y compris celui d'Elkington, sont discutés.), par un certain Auguste Faure (1807-1863). Une première mention du terme drainage dans le dictionnaire de la langue française (Littré) (tome 2, 1873) donne cette définition pour drainage: L'« Art d'assainir les terres trop humides au moyen de rigoles souterraines que l'on garnit intérieurement de pierres ou de fascines, de briques ou de tuiles ; on remplace le plus souvent ces rigoles par des tuyaux en terre cuite, dits drains. » Le « drain » nous dit le même dictionnaire est un « tuyau de terre cuite servant à recevoir l'eau dans l'opération du drainage ; les tuyaux, de 30 centimètres de longueur environ, sont placés bout à bout ; et les interstices des jointures suffisent pour laisser filtrer l'eau. » Le drainage, seconde moitié du XIXe siècle, devient une science, dispensée et appliquée à grande échelle, et de manière systématique.

## Révolution agricole et révolution industrielle
On considère souvent que la Révolution agricole a permis la révolution industrielle, grâce aux profits nouveaux de l'agriculture, aux commandes de matériel et à l'exode rural (qualifié de déversement inter-sectoriel de la main d'œuvre). Elle est considérée par W. W. Rostow et de nombreux autres historiens de l'économie comme l'étape préalable au développement de l'industrie. Toutefois l'influence des deux phénomènes a été réciproque.
L'augmentation du produit brut agricole augmente la rentabilité et la valeur des terres, et permet de dégager des possibilités financières pour l'investissement. Ceux-ci vont vers des moyens de mécanisation qui stimulent l'industrie, et dans une moindre mesure les services. L'élément capital est qu'un travailleur agricole peut produire la subsistance d'un nombre de plus en plus grand d'habitants, qui se consacrent donc à d'autres secteurs de l'économie.
Par ailleurs l'essor de la production agricole se répercute généralement sur l'industrie agroalimentaire (les matières premières agricoles étant moins chères se prêtent plus facilement à une transformation en produits plus élaborés). La baisse des prix alimentaires permet aux industriels de conserver des salaires bas (car les salaires sont encore très liés au coût de l'alimentation) et donc de maîtriser leurs coûts de production.
La seconde révolution agricole de l'ère moderne qui se produit à la fin du XIXe siècle en Europe et se diffuse dans le monde entier à partir de la seconde Guerre mondiale, marque une rupture plus forte avec des innovations techniques et chimiques importantes. Son extension dans les pays en développement dans les années 1960 est connue sous la dénomination de Révolution verte. La troisième révolution agricole en cours, associée à la troisième révolution industrielle, est caractérisée par le développement des techniques culturales simplifiées, l'utilisation des possibilités du génie génétique, la recherche systématique de la précision et de l'économie dans les interventions (agriculture de précision) et paradoxalement par l'émergence de l'agriculture biologique. Les organismes génétiquement modifiés ont notamment été développés par la firme Monsanto, laquelle a depuis été rachetée par la firme Bayer, acteur historique de la seconde révolution agricole.

### Progrès mécaniques
La grande industrie fournit rapidement à l'agriculture de nouvelles machines révolutionnant les techniques alors en place. En 1834, l'américain Cyrus Mac Cormick met au point la première moissonneuse (la moissonneuse-javeleuse). En 1837, Mathieu de Dombasle invente une nouvelle charrue.

### Progrèschimiques
Avant que ne se répande l'utilisation des engrais chimiques, les terres agricoles étaient enrichies par des apports de fumier, ou d'autres fumures organiques comme le goémon le long de certaines côtes (Bretagne) ; ces apports ont été complétés, de 1820 jusque 1860 environ (épuisement de la ressource) par l'importation de guano venant d'Amérique du Sud.
Dans les années 1840, l'industriel allemand Justus von Liebig jette les bases d'une théorie de la chimie agricole et participe à la création de la première usine allemande d'engrais chimiques (future Süd Chemie AG (de)), ouvrant ainsi la voie à la pratique raisonnée de la fertilisation. La chimie minérale fournit des pesticides minéraux à base de sels de cuivre (en particulier les fongicides à base de sulfate de cuivre) ou d'arsenic. Au début du XXe siècle, le procédé Birkeland-Eyde et Haber permettent de fabriquer des engrais azotés synthétiques, ainsi que de explosifs militaires. Le développement de la chimie organique de synthèse et de la recherche sur les armes chimiques durant la Première Guerre mondiale ouvre l'ère des pesticides et des herbicides de synthèse dans les années 1930. L'origine militaire de certains engrais et pesticides est d'ailleurs un argument utilisé par certains écologistes pour critiquer l'orientation de l'agriculture conventionnelle et promouvoir l'agriculture biologique.

### Sélection variétale
Après la Seconde Guerre mondiale, l'hybridation entre lignées distantes puis espèces accroît fortement la sélection variétale.

### Spécialisation
Les flux d'échange permis par les progrès des transports (chemin de fer, machine à vapeur…) permettent la spécialisation des régions selon leurs avantages. Aux États-Unis, le Nord-Est développe la Corn Belt (produisant des céréales) tandis que le Sud se spécialise dans le coton, matière première la plus importante de l'époque pour l'industrie britannique.

## La révolution agricole et ses prolongements
De nos jours, la libération de pouvoir d'achat créé par la diminution relative des prix agricoles (qui toutefois n'est pas linéaire) profite à l'ensemble des autres secteurs économiques. Par ailleurs de nouvelles industries apparaissent, traduisant le fait que les denrées agricoles ne servent pas seulement à l'alimentation. Après la phase des textiles naturels, aujourd'hui en recul, apparaît désormais l'industrie des biocarburants, notamment promue par le Brésil (désormais premier producteur mondial de sucre et d'éthanol) tandis que l'Europe s'oriente plutôt vers les diesters.